# Liste des titres musicaux numéro un au classement radio en France en 2020
Cette page liste les titres musicaux numéro un au classement radio en France pour l'année 2020 selon le Syndicat national de l'édition phonographique (SNEP). Ce classement est établi par Yacast en partenariat avec le SNEP, d'après les diffusions radiophoniques de titres sur un panel de plus d'une centaine de radios françaises (musicales ou généralistes, nationales ou régionales).
Avec 20 semaines de présence à la 1re place, Blinding Lights de The Weeknd bat le record détenu précédemment par Family Affair de Mary J. Blige, qui cumulait 17 semaines en 2001.

## Classement des titres les plus diffusés par semaine
| №  | Date         | Artiste                                        | Titre              | Réf.   |
| -- | ------------ | ---------------------------------------------- | ------------------ | ------ |
| 1  | 3 janvier    | Tones and I                                    | Dance Monkey       | [ 2 ]  |
| 2  | 10 janvier   | The Weeknd                                     | Blinding Lights    | [ 3 ]  |
| 3  | 17 janvier   | The Weeknd                                     | Blinding Lights    | [ 4 ]  |
| 4  | 24 janvier   | The Weeknd                                     | Blinding Lights    | [ 5 ]  |
| 5  | 31 janvier   | The Weeknd                                     | Blinding Lights    | [ 6 ]  |
| 6  | 7 février    | The Weeknd                                     | Blinding Lights    | [ 7 ]  |
| 7  | 14 février   | The Weeknd                                     | Blinding Lights    | [ 8 ]  |
| 8  | 21 février   | The Weeknd                                     | Blinding Lights    | [ 9 ]  |
| 9  | 28 février   | The Weeknd                                     | Blinding Lights    | [ 10 ] |
| 10 | 6 mars       | The Weeknd                                     | Blinding Lights    | [ 11 ] |
| 11 | 13 mars      | The Weeknd                                     | Blinding Lights    | [ 12 ] |
| 12 | 20 mars      | The Weeknd                                     | Blinding Lights    | [ 13 ] |
| 13 | 27 mars      | The Weeknd                                     | Blinding Lights    | [ 14 ] |
| 14 | 3 avril      | The Weeknd                                     | Blinding Lights    | [ 15 ] |
| 15 | 10 avril     | The Weeknd                                     | Blinding Lights    | [ 16 ] |
| 16 | 17 avril     | The Weeknd                                     | Blinding Lights    | [ 17 ] |
| 17 | 24 avril     | The Weeknd                                     | Blinding Lights    | [ 18 ] |
| 18 | 1er mai      | The Weeknd                                     | Blinding Lights    | [ 19 ] |
| 19 | 8 mai        | The Weeknd                                     | Blinding Lights    | [ 20 ] |
| 20 | 15 mai       | The Weeknd                                     | Blinding Lights    | [ 21 ] |
| 21 | 22 mai       | Lewis Capaldi                                  | Before You Go      | [ 22 ] |
| 22 | 29 mai       | The Weeknd                                     | Blinding Lights    | [ 23 ] |
| 23 | 5 juin       | The Weeknd                                     | In Your Eyes       | [ 24 ] |
| 24 | 12 juin      | The Weeknd                                     | In Your Eyes       | [ 25 ] |
| 25 | 19 juin      | The Weeknd                                     | In Your Eyes       | [ 26 ] |
| 26 | 26 juin      | The Weeknd                                     | In Your Eyes       | [ 27 ] |
| 27 | 3 juillet    | The Weeknd                                     | In Your Eyes       | [ 28 ] |
| 28 | 10 juillet   | Ava Max                                        | Kings & Queens     | [ 29 ] |
| 29 | 17 juillet   | Ava Max                                        | Kings & Queens     | [ 30 ] |
| 30 | 24 juillet   | The Weeknd                                     | In Your Eyes       | [ 31 ] |
| 31 | 31 juillet   | The Weeknd                                     | In Your Eyes       | [ 32 ] |
| 32 | 7 août       | The Weeknd                                     | In Your Eyes       | [ 33 ] |
| 33 | 14 août      | The Weeknd                                     | In Your Eyes       | [ 34 ] |
| 34 | 21 août      | The Weeknd                                     | In Your Eyes       | [ 35 ] |
| 35 | 28 août      | Master KG featuring Burna Boy & Nomcebo Zikode | Jerusalema (remix) | [ 36 ] |
| 36 | 4 septembre  | Master KG featuring Burna Boy & Nomcebo Zikode | Jerusalema (remix) | [ 37 ] |
| 37 | 11 septembre | Master KG featuring Burna Boy & Nomcebo Zikode | Jerusalema (remix) | [ 38 ] |
| 38 | 18 septembre | Master KG featuring Burna Boy & Nomcebo Zikode | Jerusalema (remix) | [ 39 ] |
| 39 | 25 septembre | Master KG featuring Burna Boy & Nomcebo Zikode | Jerusalema (remix) | [ 40 ] |
| 40 | 2 octobre    | Zoe Wees                                       | Control (en)       | [ 41 ] |
| 41 | 9 octobre    | Zoe Wees                                       | Control (en)       | [ 42 ] |
| 42 | 16 octobre   | Zoe Wees                                       | Control (en)       | [ 43 ] |
| 43 | 23 octobre   | Zoe Wees                                       | Control (en)       | [ 44 ] |
| 44 | 30 octobre   | Vianney                                        | Beau-papa          | [ 45 ] |
| 45 | 6 novembre   | Ray Dalton                                     | In My Bones (en)   | [ 46 ] |
| 46 | 13 novembre  | Vianney                                        | Beau-papa          | [ 47 ] |
| 47 | 20 novembre  | Vianney                                        | Beau-papa          | [ 48 ] |
| 48 | 27 novembre  | Vianney                                        | Beau-papa          | [ 49 ] |
| 49 | 4 décembre   | Vianney                                        | Beau-papa          | [ 50 ] |
| 50 | 11 décembre  | Vianney                                        | Beau-papa          | [ 51 ] |
| 51 | 18 décembre  | Dua Lipa featuring Angèle                      | Fever              | [ 52 ] |
| 52 | 25 décembre  | Vianney                                        | Beau-papa          | [ 53 ] |
| 53 | 31 décembre  | Vianney                                        | Beau-papa          | [ 54 ] |

## Classement des titres les plus diffusés de l'année
Voici la liste des titres les plus diffusés lors de l'année 2020.
| No | Artiste                                        | Titre                            |
| -- | ---------------------------------------------- | -------------------------------- |
| 1  | The Weeknd                                     | Blinding Lights                  |
| 2  | The Weeknd                                     | In Your Eyes                     |
| 3  | Nea                                            | Some Say                         |
| 4  | Lewis Capaldi                                  | Before You Go                    |
| 5  | Karol G & Nicki Minaj                          | Tusa                             |
| 6  | Doja Cat                                       | Say So                           |
| 7  | Maroon 5                                       | Memories                         |
| 8  | Master KG featuring Burna Boy & Nomcebo Zikode | Jerusalema (remix)               |
| 9  | Zoe Wees                                       | Control (en)                     |
| 10 | Maejor & Greeicy                               | I Love You                       |
| 11 | Indochine                                      | Nos célébrations                 |
| 12 | Camélia Jordana                                | Facile                           |
| 13 | Ava Max                                        | Kings & Queens                   |
| 14 | Dua Lipa                                       | Physical                         |
| 15 | Tom Gregory                                    | Fingertips                       |
| 16 | Topic featuring A7S                            | Breaking Me                      |
| 17 | Freya Ridings                                  | Castles (en)                     |
| 18 | Tones and I                                    | Dance Monkey                     |
| 19 | Black Eyed Peas & Ozuna & J. Rey Soul          | Mamacita                         |
| 20 | Jawsh 685 & Jason Derulo                       | Savage Love (Laxed – Siren Beat) |

## Chronologie
- Liste des titres musicaux numéro un au classement radio en France en 2019